# ブラッドリー・ウォルドー
ブラッドリー・ウォルドー（Bradley Waldow, 1991年12月30日 - ）は、アメリカ合衆国のプロバスケットボール選手。テキサス州ヒューストン出身。ポジションはセンター。

## 来歴
2015年8月にベルギーのアントワープ・ジャイアンツと契約しプロ選手としてのキャリアをスタートさせる。フランスやポーランドのチームを渡り歩いた後、2018年12月にB.LEAGUE ・西宮ストークスに加入。2シーズンに渡ってプレーし、ストークスのインサイドを支えた。2020年に加入したファイティングイーグルス名古屋では家庭の事情によりシーズン途中で退団したが、同シーズン中に豊田合成スコーピオンズに移籍。シーズン終了後、契約満了に伴い退団した。